# Michael Wong (piosenkarz)
Michael Wong Kong Leong (chiń. 王光良), znany również jako Guang Liang (ur. 30 sierpnia 1970 w Ipoh) – malezyjski piosenkarz pochodzenia chińskiego.

## Dyskografia
Albumy solowe
- Michael's First Album (第一次個人創作專輯; Dì Yī Cì Gè Rén Chuàng Zuò Zhuān Jí) – 10 maja 2001
- Ray of Light (光芒; Guāng Máng) – 8 listopada 2002
- Fairy Tale (童話; Tóng Huà) – 21 stycznia 2005
- Commitment (約定; Yuē Dìng) – 3 marca 2006
- Never Apart (不會分離; Bú Huì Fēn Lí) – 9 listopada 2007[3]
- Right Hand Side EP (右手邊; Yòu Shǒu Biān) – 19 września 2008
- First Digital Single – 31 lipca 2009
- So Naive  (太天真; Tai Tian Zhen) – 9 września 2010
- Crazy Memories (回忆里的疯狂; Huí Yì Lǐ De Fēng Kuáng) – 8 lipca 2013
- These Unfinished EP (那些未完成的; Na Xie Wei Wan Cheng De) – 2 maja 2015
- Nine Ways To Enjoy Loneliness (九种使用孤独的正确方式; Jiǔ Zhǒng Shǐ Yòng Gū Dú De Zhèng Què Fāng Shì) – 11 listopada 2017